# 米凯莱·皮塔科洛
米凯莱·皮塔科洛（義大利語：Michele Pittacolo，1970年9月5日—），意大利男子自行车运动员。他曾代表意大利参加2012年夏季残疾人奥林匹克运动会自行车比赛，获得男子公路赛C4-5级铜牌。